# Quinta Feira
Quinta Feira (portugiesisch quinta-feira ‚Donnerstag‘, der Probentag der Band) ist eine Percussion-Band aus Hamburg mit künstlerischer Leitung durch Paul Lazare und Management von Lazaremusic.

## Geschichte
Quinta Feira wurde 1993 von Paul Lazare gegründet. Sie ist aus mehreren Trommelunterrichtsgruppen hervorgegangen, unter anderem aus der damaligen Kindergruppe „Abacaxí“, die heute einen Großteil der Besetzung ausmacht.
Erste Aufmerksamkeit erhielt Quinta Feira, als sie spontan das Konzert von der brasilianischen Band Timbalada in der Hamburger Fabrik übernahm, weil diese ihren Auftritt kurzfristig abgesagt hatte, während die Gäste schon im Konzertsaal warteten. Zahlreiche Auftritte und Festivals folgten. Von 1996 bis 2000 kamen Band und Gesang mit der brasilianischen Sängerin Anne Morena für brasilianische Coversongs sowie eigene Songs von Paul Lazare und Saxophonist Lieven Brunckhorst (Jan Delay) dazu. Seit 2001 tritt Quinta Feira wieder als reine Percussion-Formation auf, dabei immer wieder gern mit Gästen.

## Musikstil
Man findet bei Quinta Feira oft Sambareggae in Arrangements und Eigenkompositionen von Paul Lazare, inspiriert durch afro-brasilianische Rhythmen. Ein typisches Element sind dabei eingängige Melodien auf verschieden gestimmten Basstrommeln (Surdos). Die Arrangements sind immer tanzbar, selbst wenn ihnen teilweise rituelle Rhythmen des Candomblé zugrunde liegen. Ein hoher Anteil Improvisation mit viel Solistik kennzeichnet die Auftritte von Quinta Feira. Dabei dirigiert Paul Lazare die Band wie ein Orchester und lässt darüber hinaus mit einer ausgefeilten Zeichensprache auch während einer Performance neue Arrangements entstehen.

## Show

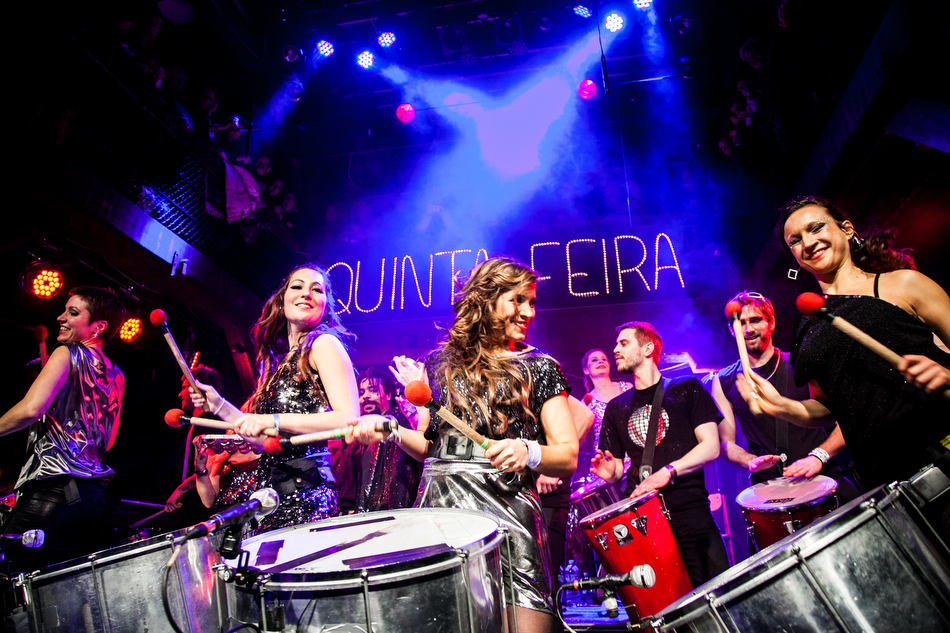
Quinta Feira, Fabrik 2014

Mit 4 bis 20 Trommlerinnen und Trommlern spielt die Sambaband Arrangements mit hohem Tanzanteil in einer show- und partyorientierten Performance. Die Band tritt dabei häufig mobil und ohne Bühne auf. Die Shows beinhalten oft Animation oder werden sogar interaktiv gestaltet, bis hin zu Trommelworkshops für Teambuildings, bei denen bis zu 2.500 Gäste eine Trommel bekommen und gemeinsam eine große Band bilden.

## Trommelworkshops für Teambuildings

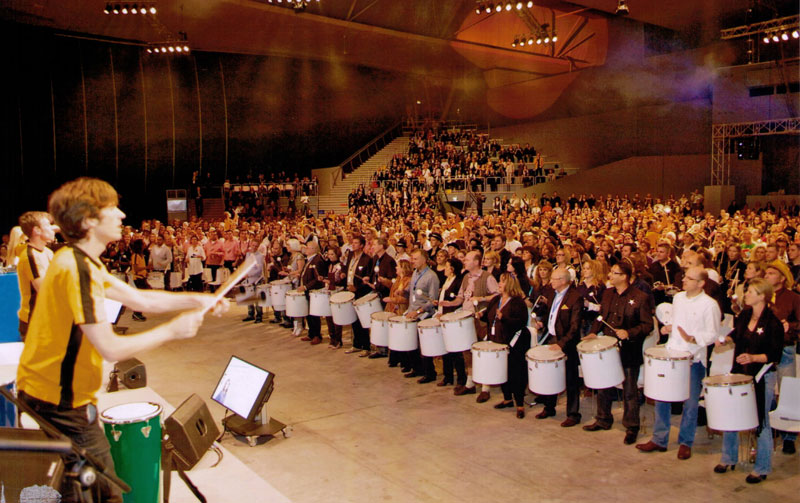
Trommelworkshop mit Quinta Feira

Seit 2000 macht Quinta Feira Teambuildings in verschiedenen Formen. Der Trommelworkshop dient dabei der Motivation und dem gemeinsamen emotionalen Erlebnis im kleinen Team oder auch im großen Mitarbeiterkreis. Konkrete Teamsituationen werden abgebildet und Entwicklungsmöglichkeiten musikalisch dargestellt, z. B. bei Firmenfusionen oder anderen Umstrukturierungen. Auch Kreativitätstraining, Führungskräftetraining, Kommunikation und viele andere Themen finden ihre musikalische Analogie im Percussion-Orchester und werden im Trommelworkshop von Quinta Feira erlebt und bearbeitet. Typische Einsatzbereiche sind Kick-Offs, Tagungen, Seminare, Incentives und Maßnahmen der Organisationsentwicklung oder des Change Managements.
Aufsehen erregt hat ein Flashmob mit Airbus-Mitarbeitern zur Airshow in Farnborough, UK 2012 ebenso der Workshop für das Randstad-Jubiläum in Hannover 2010 mit vielen Menschen: Es waren 2.500 Teilnehmer anwesend.
Trommelworkshops für Incentivereisen sorgen regelmäßig für weltweite Einsätze von Quinta Feira (Atlanta, Moskau, Dubai, Rom, Budapest, Sevilla, Antalya, Florida, London …).

## Themen- und Branchenpercussion

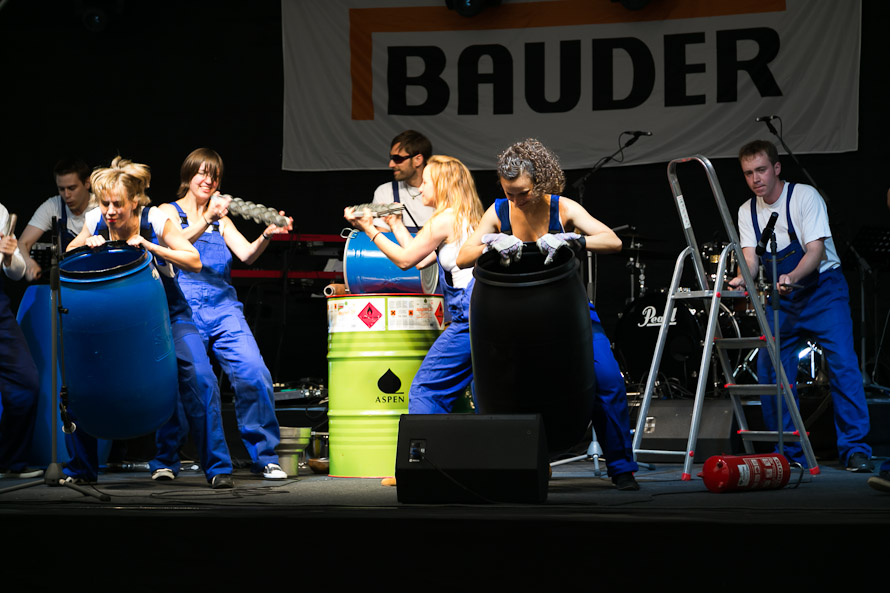
Themen- und Branchenpercussion

Quinta Feira trommelt auch auf Autoteilen, Werkzeugen, Ölfässern und fügt sich mit immer neuen Instrumenten und zugehörigen Outfits in Location und Setting ein (siehe Stomp, Blue Man Group).

## Auftritte (Auswahl)
- 2017 Videoclip auf der Aida[4]
- 2016 Sommersonnenwendfeier bei Wonnemeyer, List auf Sylt (seit 2003 nahezu jeden 21.6.)
- 2015 Videoclip zum Song „Naja, Naja“ von Stefan Gwildis[5]
- 2014 Videoclip zum Song „Fanfest“ Das Bo
- 2014 Fabrik (Hamburg) Konzerte (1998–2014)
- 2013 Fusion Festival
- 2011 World Music Festival (Loshausen)
- 2009 Musikfestival Juist (2003–2009)
- 2006 Fußball-WM, Olympiastadion Berlin
- 2001 JazzPort Festival Hamburg 2001 im Vorprogramm von Gilberto Gil & Milton Nascimento
- 2001 Konzert Große Freiheit, Hamburg
- 2000 WorldDrum Festival „Perkusje 2000“ Warschau
- 1999 Bundespresseball (der erste in Berlin)

## Diskografie
Alben
- 1996: CD Heart of Percussion Sampler mit Song „Galao“ (Weltwunder Records)
- 2001: CD Heart of Percussion 2 Sampler mit Song „Yok Yere“ (Weltwunder Records)
- 2000: CD The Soul of Percussion mit Song „Stop Baiao“ (Weltwunder Records)
- 1997: CD Quinta Feira „samba percussion“ (Lazarerecords)
- 2000: CD Abacaxi „samba percussion live in concert“ (Lazarerecords)

DVDs
- 2012: Quinta Feira & Abacaxi „Fabrik 2012“ (Lazaremusic)
- 2014: Quinta Feira „Fabrik 2014“ (in Arbeit)